# Martin Khor
Martin Khor (né le 9 novembre 1951 à Penangn (Malaisie) et mort le 1er avril 2020 dans la même ville) est un économiste, un journaliste malaisien, directeur du Third World Network basé en Malaisie. Il est également directeur exécutif de Centre Sud à partir du 1er mars 2009.
C'est un acteur actif de l'altermondialisme, de la société civile malaise et des réseaux citoyens du Tiers Monde. Il a été invité en 1999 et 2000 au Forum économique mondial. Il participe régulièrement aux Forums sociaux mondiaux (FSM) notamment en 2002 et 2003). Il a également participé au forum social européen de 2004. 
Third World Network, son association est agréée ECOSOC et collabore avec l'IPD de Joseph Stiglitz.

## Biographie
Martin Khor est né à Penang, en Malaisie. Il était actif dans le mouvement de la société civile. Il a participé au Forum social mondial (FSM 2003, 2002), au Forum social européen (2004) et en 1999 et 2000, au Forum économique mondial (WEF) à Davos.
Il était également membre du Groupe de travail du Secrétaire général des Nations unies sur l'environnement et les établissements humains depuis 1997, et membre du Comité national du Ministère du commerce international et de l'industrie sur les questions commerciales multilatérales en Malaisie. Il était vice-président du Groupe de travail d'experts sur le droit au développement de la Commission des droits de l'homme des Nations unies.
Il a participé au processus d'Helsinki sur la mondialisation et la démocratie.
Martin Khor a siégé au conseil d'administration du Forum international sur la mondialisation. 
Martin Khor a été chroniqueur pour The Star de 1978 à 2019.
Il a étudié à l'Université de Cambridge et à l'Universiti Sains de Malaisie. Il était économiste là-bas.